# Mitrofan (Znosko-Borowski)
Mitrofan, imię świeckie Mitrofan Konstantinowicz Znosko-Borowski (ur. 4 sierpnia?/17 sierpnia 1909 w Brześciu, zm. 15 lutego 2002 w Sea Cliff) – biskup Rosyjskiego Kościoła Prawosławnego poza granicami Rosji.

## Życiorys
Był synem kapłana prawosławnego. Ukończył gimnazjum w Brześciu, po czym podjął studia w Studium Teologii Prawosławnej Uniwersytetu Warszawskiego. Uzyskał stypendium patriarchy serbskiego Barnaby na kontynuowanie studiów na Uniwersytecie Belgradzkim, które ukończył w 1934. Następnie udał się ponownie do Warszawy, gdzie po zdaniu odpowiednich egzaminów uzyskał uznanie dyplomu uzyskanego w Jugosławii. Po ślubie z Aleksandrą Cibruk, córką kapłana prawosławnego z Bielska, został w 1935 wyświęcony na diakona, a rok później na kapłana. Pracę duszpasterską prowadził w parafii Zaśnięcia Matki Bożej w Omieleńcu (1936–1938), a następnie w parafii św. Mikołaja w Brześciu (1938–1944). W 1944 wyjechał do Niemiec i do 1948 przebywał w obozie dla przesiedleńców.
W 1948 udał się do Casablanki, gdzie został proboszczem parafii Zaśnięcia Matki Bożej. Opiekował się również cerkwią Trójcy Świętej w Bournazel, cerkwią Ikony Matki Bożej „Władająca” w Marrakeszu i kilkoma innymi wspólnotami rosyjskich wiernych prawosławnych, jako administrator struktur Rosyjskiego Kościoła Prawosławnego poza granicami Rosji w Afryce Północnej. W 1954 otrzymał prawo noszenia mitry i tytuł protoprezbitera. W 1959 przeniósł się do USA i objął funkcję proboszcza parafii św. Serafina z Sarowa w Sea Cliff, z którą był związany do końca życia. Wykładał teologię porównawczą i apologetykę w seminarium duchownym przy monasterze Trójcy Świętej w Jordanville. W 1989 zmarła jego żona.
W roku śmierci małżonki złożył wieczyste śluby mnisze, zachowując dotychczasowe imię. W 1990 lub 1992 został wyświęcony na biskupa bostońskiego, wikariusza eparchii wschodnioamerykańskiej i nowojorskiej. Zmarł w 2002 i został pochowany na cmentarzu monasterskim w Jordanville.
Brat Aleksego Znoski – kapłana Polskiego Autokefalicznego Kościoła Prawosławnego, teologa, badacza języka cerkiewnosłowiańskiego i prawosławnego prawa kanonicznego.